# Gaillac
Gaillac (Aussprache [ɡajak]; okzitanisch Galhac) ist eine französische Stadt mit 16.080 Einwohnern (Stand 1. Januar 2022) im Département Tarn in der Region Okzitanien ca. 50 Kilometer nordöstlich von Toulouse am Tarn gelegen. Der Gemeindeverband Gaillac Graulhet Agglomération hat seinen Verwaltungssitz in Gaillac. Die Bewohner werden Gaillacois und Gaillacoises genannt.
Die Gemeinde erhielt 2023 die Auszeichnung „Drei Blumen“, die vom Conseil national des villes et villages fleuris (CNVVF) im Rahmen des jährlichen Wettbewerbs der blumengeschmückten Städte und Dörfer verliehen wird.

## Geschichte
Die Ursprünge der Stadt liegen im 10. Jahrhundert, als am Ufer des Tarn die Benediktinerabtei St. Michel gegründet wurde. Die am Jakobsweg gelegene Abtei bestand bis zur Französischen Revolution. Die Stadt selbst profitierte von ihrer günstigen Lage: Die Handelsstraße aus der Rouergue nach Toulouse kreuzte hier den schiffbaren Tarn, der wiederum den wichtigsten Handelsweg nach Bordeaux an die Atlantikküste bildete. Zum Wohlstand von Gaillac trugen ferner der Weinbau und der Anbau des Pastel genannten Färberwaid bei. Im 16. Jahrhundert lebten innerhalb der Stadtmauern bereits 3500 Einwohner.
In den Religionskriegen erlebte das katholisch gebliebene Gaillac dann jedoch starke Zerstörungen. Im 18. Jahrhundert wurde die Stadtmauer abgebaut. Nach der im Jahr 1800 erfolgten Untergliederung der 1790 geschaffenen französischen Départements wurde Gaillac Sitz eines Arrondissements. Der Niedergang des Handels auf dem Tarn ließ das agrarisch geprägte Gaillac in seiner Bedeutung jedoch hinter die sich entwickelnden Industriestädte des Départements Tarn wie Graulhet oder Carmaux zurückfallen. Erst gegen Ende des 20. Jahrhunderts konnte die Stadt wieder aufholen. Hierzu trug nicht zuletzt die Eröffnung der Autobahn nach Toulouse im Jahre 1993 bei. Durch sie wurde Gaillac beinahe zur Vorstadt der regionalen Metropole. Seit 1995 regieren die Sozialisten die vorher konservativ beherrschte Stadt.

## Wappen
Beschreibung: In Blau ein goldener Hahn unter drei balkenweis gestellten goldenen Lilien.

## Bevölkerungsentwicklung
| Gaillac: Einwohnerzahlen von 1793 bis 2016                                                                                 | Gaillac: Einwohnerzahlen von 1793 bis 2016 | Gaillac: Einwohnerzahlen von 1793 bis 2016 | Gaillac: Einwohnerzahlen von 1793 bis 2016 | Gaillac: Einwohnerzahlen von 1793 bis 2016 |
| --- | ------------------------------------------ | ------------------------------------------ | ------------------------------------------ | ------------------------------------------ |
| Jahr |                                            |                                            |                                            | Einwohner                                  |
| 1793 | 1793                                       |                                            | 5.954                                      | 5.954                                      |
| 1800 | 1800                                       |                                            | 6.465                                      | 6.465                                      |
| 1806 | 1806                                       |                                            | 6.636                                      | 6.636                                      |
| 1821 | 1821                                       |                                            | 7.310                                      | 7.310                                      |
| 1831 | 1831                                       |                                            | 7.725                                      | 7.725                                      |
| 1836 | 1836                                       |                                            | 8.199                                      | 8.199                                      |
| 1841 | 1841                                       |                                            | 8.131                                      | 8.131                                      |
| 1846 | 1846                                       |                                            | 8.190                                      | 8.190                                      |
| 1851 | 1851                                       |                                            | 8.245                                      | 8.245                                      |
| 1856 | 1856                                       |                                            | 7.855                                      | 7.855                                      |
| 1861 | 1861                                       |                                            | 7.834                                      | 7.834                                      |
| 1866 | 1866                                       |                                            | 7.870                                      | 7.870                                      |
| 1872 | 1872                                       |                                            | 7.843                                      | 7.843                                      |
| 1876 | 1876                                       |                                            | 8.124                                      | 8.124                                      |
| 1881 | 1881                                       |                                            | 8.308                                      | 8.308                                      |
| 1886 | 1886                                       |                                            | 8.334                                      | 8.334                                      |
| 1891 | 1891                                       |                                            | 7.709                                      | 7.709                                      |
| 1896 | 1896                                       |                                            | 7.527                                      | 7.527                                      |
| 1901 | 1901                                       |                                            | 7.672                                      | 7.672                                      |
| 1906 | 1906                                       |                                            | 7.535                                      | 7.535                                      |
| 1911 | 1911                                       |                                            | 7.269                                      | 7.269                                      |
| 1921 | 1921                                       |                                            | 6.987                                      | 6.987                                      |
| 1926 | 1926                                       |                                            | 7.054                                      | 7.054                                      |
| 1931 | 1931                                       |                                            | 7.440                                      | 7.440                                      |
| 1936 | 1936                                       |                                            | 7.779                                      | 7.779                                      |
| 1946 | 1946                                       |                                            | 8.494                                      | 8.494                                      |
| 1954 | 1954                                       |                                            | 8.356                                      | 8.356                                      |
| 1962 | 1962                                       |                                            | 8.767                                      | 8.767                                      |
| 1968 | 1968                                       |                                            | 10.315                                     | 10.315                                     |
| 1975 | 1975                                       |                                            | 10.573                                     | 10.573                                     |
| 1982 | 1982                                       |                                            | 10.389                                     | 10.389                                     |
| 1990 | 1990                                       |                                            | 10.378                                     | 10.378                                     |
| 1999 | 1999                                       |                                            | 11.073                                     | 11.073                                     |
| 2006 | 2006                                       |                                            | 12.397                                     | 12.397                                     |
| 2011 | 2011                                       |                                            | 13.629                                     | 13.629                                     |
| 2016 | 2016                                       |                                            | 15.254                                     | 15.254                                     |
| Quelle(n): EHESS/Cassini bis 1999, INSEE ab 2006 Anmerkung(en): Ab 1962 offizielle Zahlen ohne Einwohner mit Zweitwohnsitz |                                            |                                            |                                            |                                            |

## Sehenswürdigkeiten
Die bedeutenden Gebäude der Stadt sind zumeist von der südwestfranzösischen Backsteinarchitektur geprägt. Die Abteikirche St. Michel ist bereits für das Jahr 972 historisch belegt, der ursprünglich romanische Bau stammt aus dem 13. Jahrhundert und erfuhr eine gotische Vollendung. Nach Aufhebung des Klosters und starken Zerstörungen im 16. Jahrhundert wurde die Kirche bis ins 18. Jahrhundert hinein wieder aufgebaut. In der Französischen Revolution kam es zur Säkularisation, die Kirche wurde zeitweise als Lagerhalle genutzt. Im 19. Jahrhundert wurde sie dann mit neoromanischen Elementen wie dem der Westfassade vorgesetzten Portal restauriert. Die verbliebenen Abteigebäude wurden in den Neunzigerjahren des 20. Jahrhunderts restauriert. Sie beherbergen heute die Maison des Vins (Haus des Weins von Gaillac) sowie ein stadtgeschichtliches Museum. Die Keller werden weiterhin zur Sektherstellung genutzt.
Die Kirche St. Pierre, in der Altstadt gelegene Hauptkirche der Stadt, geht auf das 10. Jahrhundert zurück. Der mächtige steinerne Glockenturm stammt aus dem 13., das Portal aus dem 14. Jahrhundert. Sie wurde ebenfalls in den Religionskriegen zerstört.
An mittelalterlichen Profanbauten sind die Tour Palmata mit Resten von Malereien aus dem 13. Jahrhundert und das Hôtel Pierre de Brens (13.–15. Jahrhundert) hervorzuheben.
Die Place du Griffoul, auf der der Wochenmarkt stattfindet, war ursprünglich von Fachwerkarkaden umgeben. In seiner Mitte steht die Fontaine du Griffoul aus Bronze (Anfang 17. Jahrhundert).
Das Château de Foucaud, heute Kunstmuseum, stammt ebenfalls aus dem 17. Jahrhundert und besitzt einen Barockgarten. Das klassizistische Rathaus der Stadt wurde im 19. Jahrhundert an der Stelle eines Kapuzinerklosters errichtet.

## Wirtschaft
Gaillac ist in erster Linie für sein gut 3700 ha umfassendes Weinbaugebiet bekannt. Einige der besten Lagen der Premières Côtes, der ersten aus dem Tal des Tarn aufsteigenden Hänge, liegen auf der Gemarkung der Stadt.
Industrie gibt es kaum, von gewisser Bedeutung ist lediglich ein pharmazeutischer Betrieb, Produktionsstätte der Laboratoires Pierre Fabre.

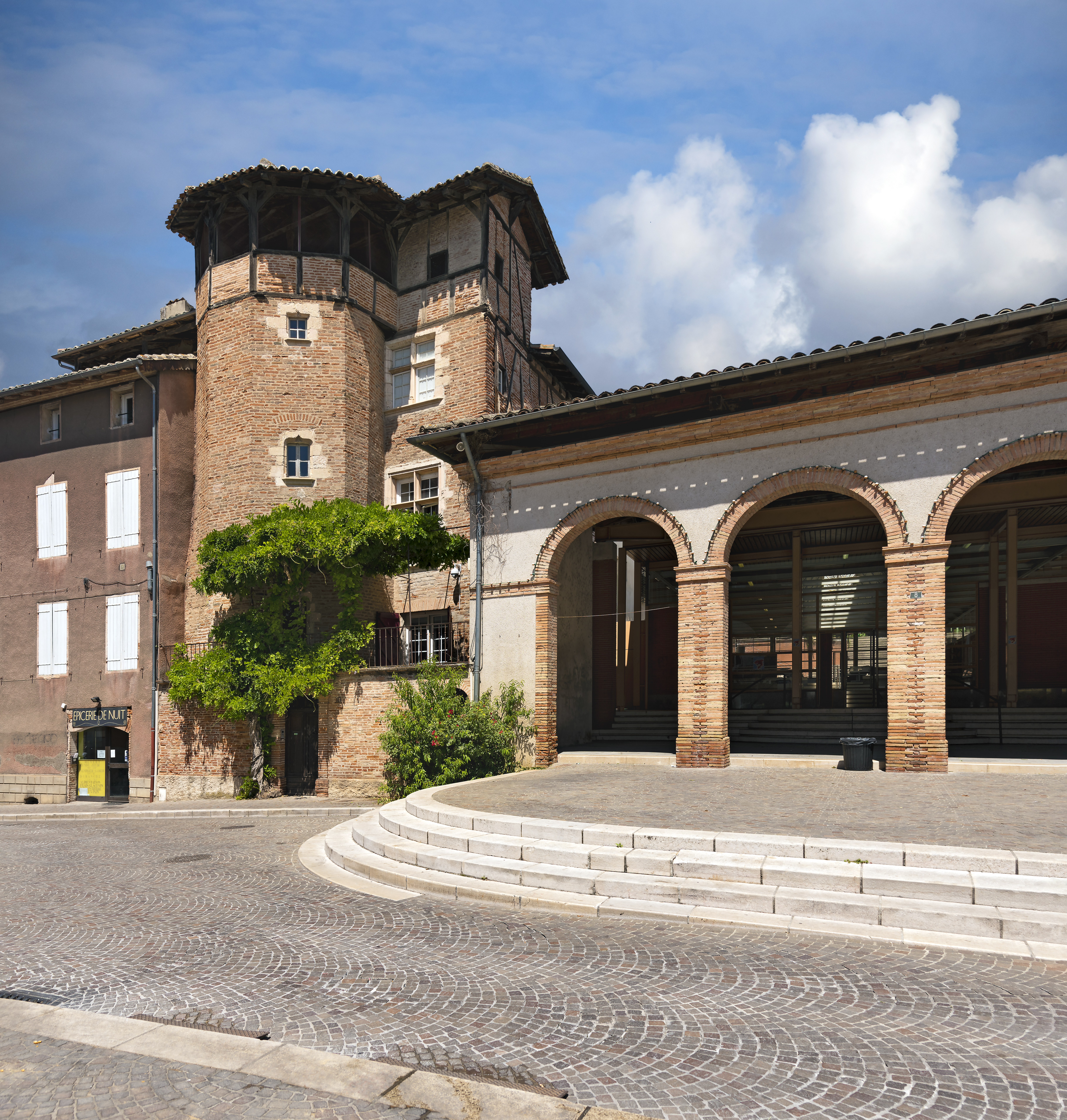
Markthalle aus dem 19. Jahrhundert und Fachwerkhaus aus dem 16. Jahrhundert, Place du Griffoul
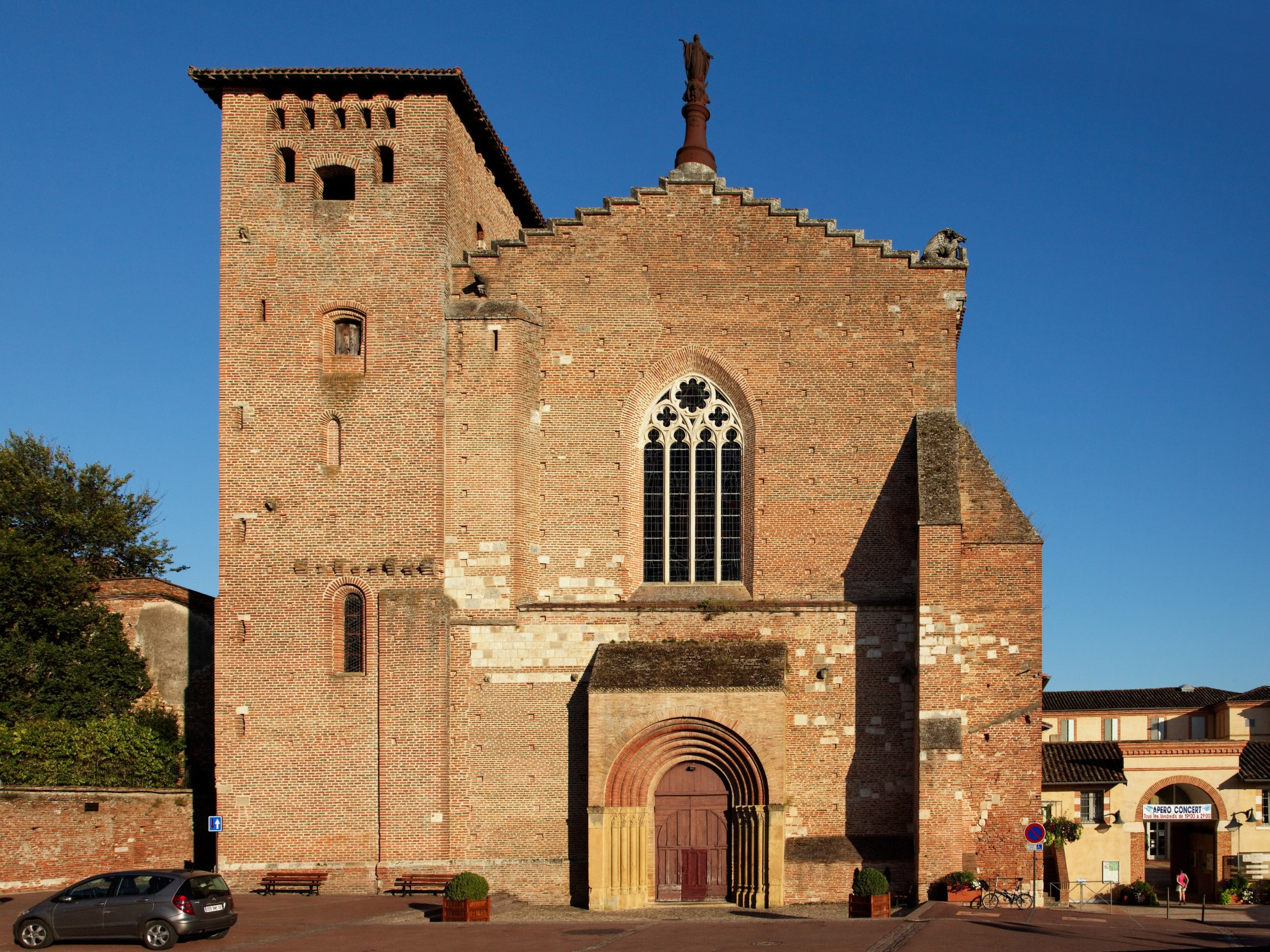
Abteikirche Saint-Michel, Westfassade
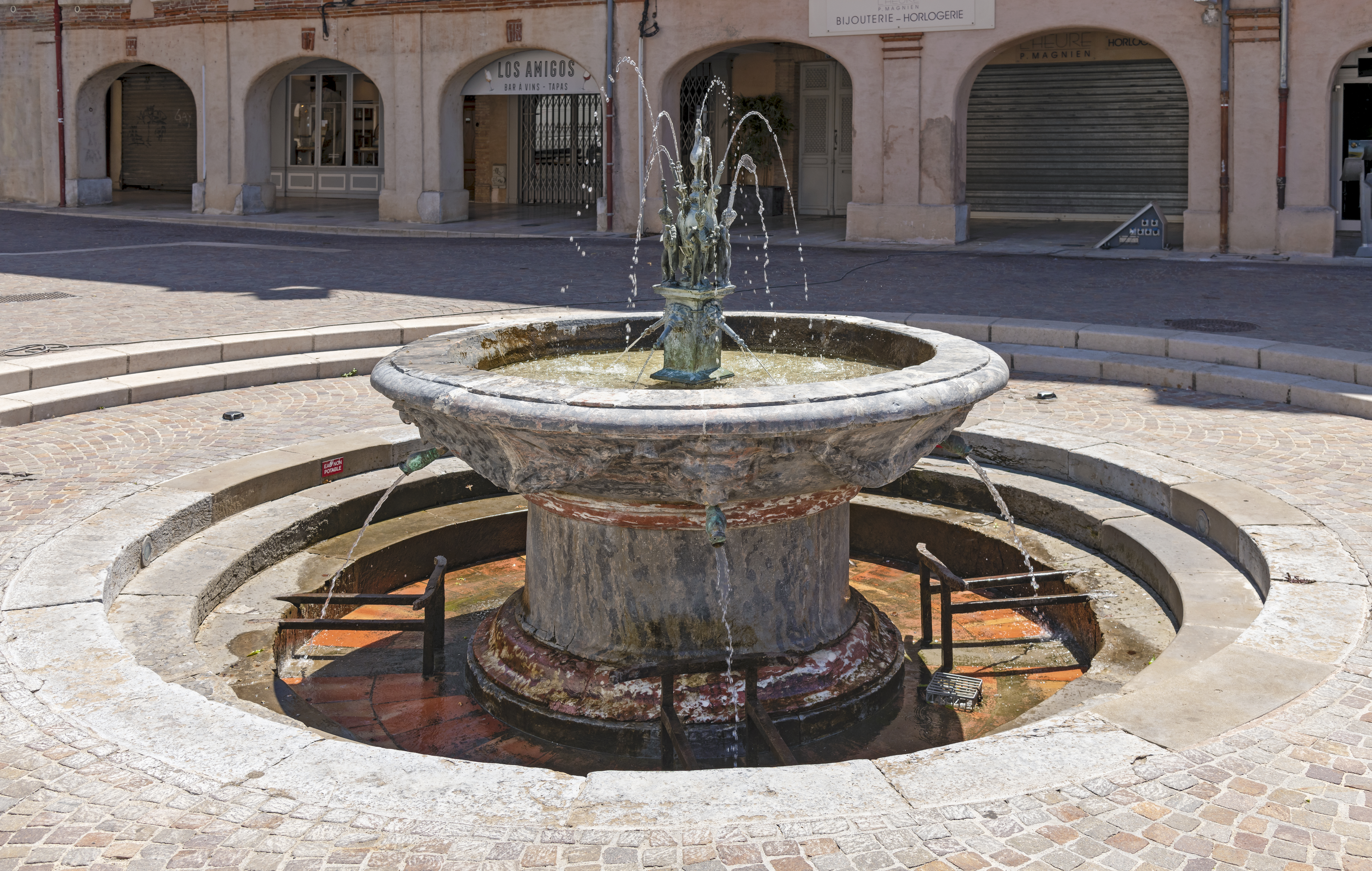
Die Fontaine du Griffoul
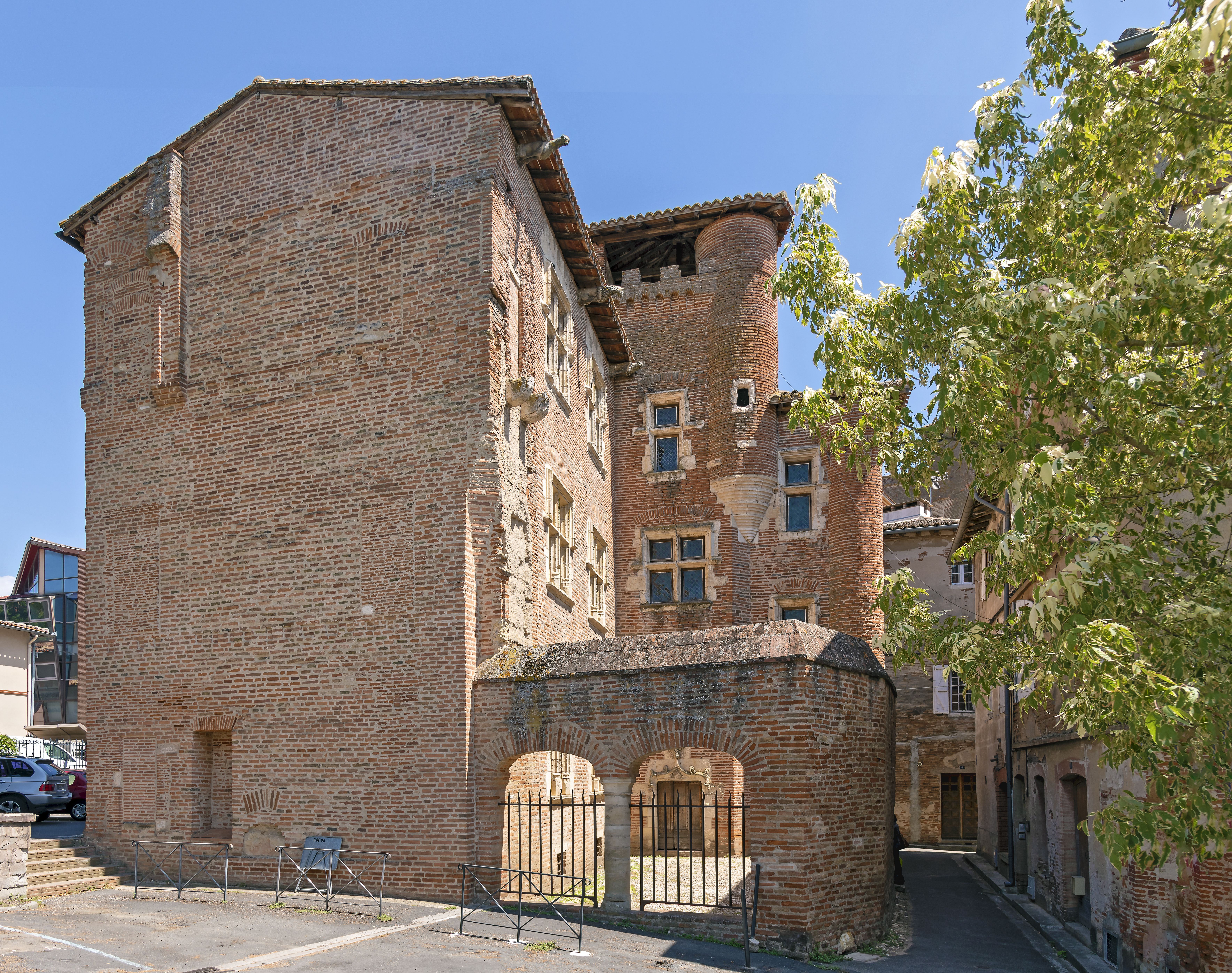
Maison Pierre de Biens
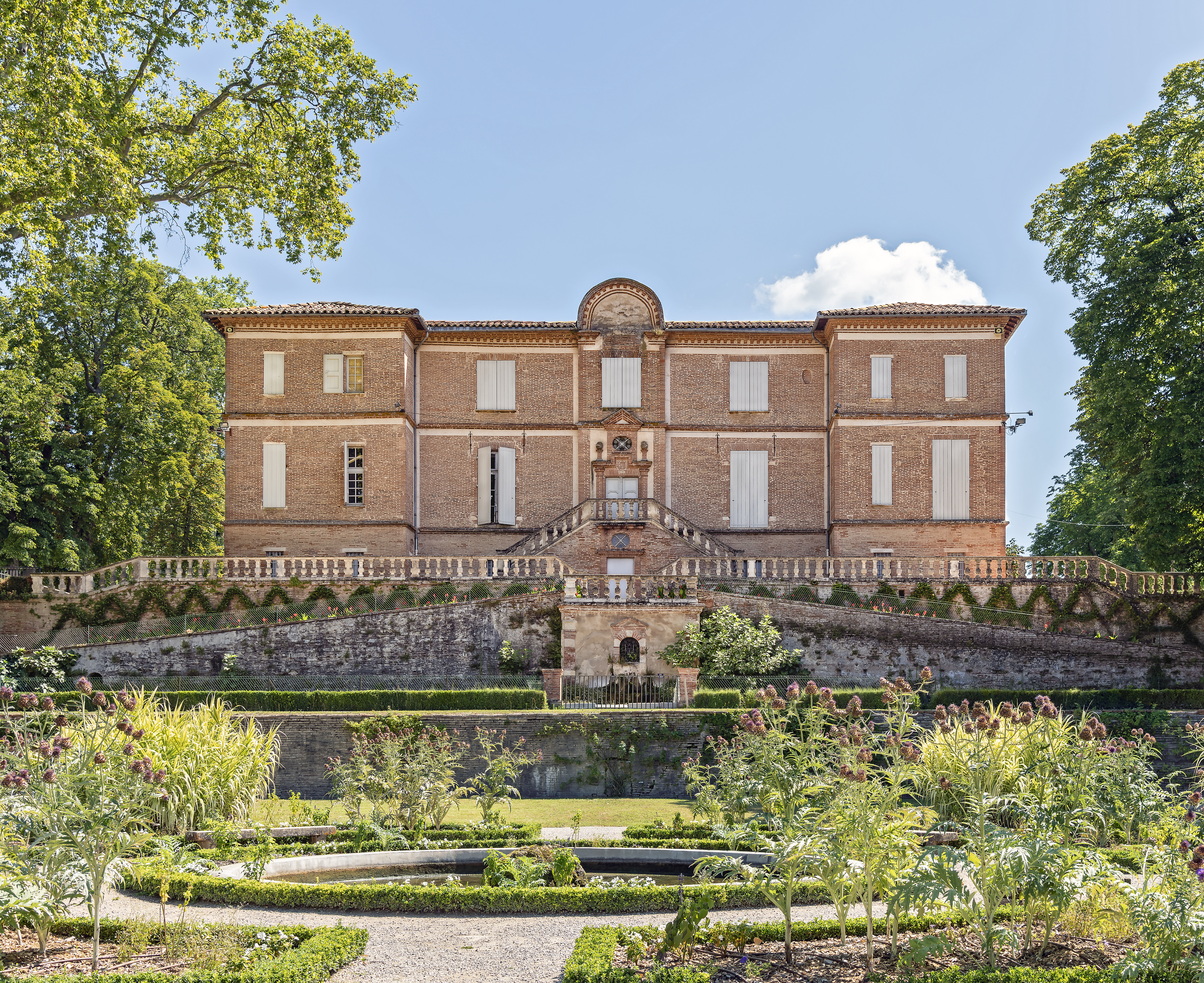
Château d'Hutaud

## Sport
Bekanntester Sportverein der Stadt ist die UA Gaillac, die Rugby Union spielt und in der zweithöchsten Liga Pro D2 vertreten ist.

## Persönlichkeiten
Gaillac ist der Geburtsort von
- Joseph Vaissète (1685–1756), Benediktinermönch und Historiker
- Antoine Gaubil (1689–1759), Missionar
- Antoine Portal (1742–1832), Anatom, Medizinhistoriker und Leibarzt von Ludwig XVIII. und Karl X.
- Jean Joseph Ange d’Hautpoul (1754–1807), Marschall von Napoléon, wurde im ca. 10 km entfernten Château de Salettes geboren.
- Émilie de Vialar (1797–1856), heiliggesprochene Mystikerin und Ordensgründerin
- Eugénie de Guérin (1805–1848), ebenfalls literarisch tätig, wurden im Château d’Andillac, gut 15 km nördlich von Gaillac, geboren.
- Maurice de Guérin (1810–1839), Schriftsteller der französischen Romantik, und seine Schwester
- Provin Serres (8. März 1840 – nach 1902), Bildhauer und Bronzier, Schüler von Mathurin Moreau in Paris.
- Jeanne Delphine Fernande Breilh-Decruck (25. Dezember 1896 – 6. August 1954), Komponistin.[4]
- Bienna Pélégry (1899–1989), Schwimmerin

Aus Gaillac stammt ferner die Orgelbauerfamilie Cavaillé-Coll.